# Golpe crítico
En muchos juegos y videojuegos de rol, un golpe crítico (o simplemente crítico) es una posibilidad de que un ataque exitoso cause más daño que un golpe normal.

## Origen
Los golpes críticos tienen su origen en el juego Kriegsspiel, creado por George Leopold von Reisswitz, al que los añadieron poco tiempo después de la muerte de Reiswitz, ocurrida en 1827.
El juego de rol Empire of the Petal Throne del año 1975 introdujo el concepto de golpe crítico (aunque no la frase) a los RPG. Utilizando estas reglas, un jugador que saca un 20 en un dado de 20 caras causa el doble del daño normal y, si saca un 20 seguido por un 19 u otro 20, cuenta como un golpe mortal. Según el creador del juego, M. A. R. Barker, «esto simula el "golpe de suerte" en un órgano vital».

## Tipos de golpes críticos
Se supone que los golpes críticos simulan un «golpe afortunado» ocasional. El concepto representa el efecto de golpear una arteria o encontrar un punto débil, ya que, por ejemplo, una simple cuchillada en la pierna causa menos daño que una cuchillada en el tendón de Aquiles. Los golpes críticos casi siempre son aleatorios, aunque algunos atributos de un personaje o algunas modificaciones situacionales pueden entrar en juego. Por ejemplo, los juegos en los que el personaje del jugador tiene un atributo de «Suerte» suelen basar la probabilidad de que ocurra un golpe crítico en esta característica: un personaje con Suerte alta causará un porcentaje más alto de golpes críticos, mientras que un personaje con Suerte baja puede, en algunos juegos, recibir más golpes críticos. En el juego de rol Dungeons and Dragons, cuando el personaje de un jugador ataca a un adversario, el jugador suele tirar un dado de 20 caras; un resultado de 20 (lo cual tiene una probabilidad de un 5%) resulta en un golpe crítico.
El tipo de golpe crítico más común simplemente causa daño adicional, en la mayoría de los casos causando el doble del daño normal, pero también existen muchas otras fórmulas (como ignorar la defensa del objetivo o siempre causar el máximo daño posible). Algunas veces, los golpes críticos también infligen "daño especial" para representar los efectos de ciertas heridas (por ejemplo, perder el uso de un brazo o de un ojo o verse obligado a cojear). Los golpes críticos normalmente ocurren solo con ataques de armas normales, no con magia u otras habilidades especiales, aunque esto depende de las reglas de cada juego.
Muchos juegos de mesa y videojuegos utilizan sistemas de puntos de salud «ablativos». Esto significa que los personajes heridos no suelen tener diferencias al jugar en comparación con los personajes que no lo están, excepto por una reducción en sus puntos de salud. Los golpes críticos originalmente proporcionaban una manera de simular heridas a una parte concreta del cuerpo. Estos sistemas normalmente utilizan gráficas de búsqueda y otras mecánicas para determinar las heridas causadas. En los RPG que tienen personajes no humanoides o monstruos, pueden ocurrir resultados improbables o extraños, como que un Beholder «pierda una pierna». Actualmente, la mayoría de los sistemas simplemente otorgan daño extra cuando ocurre un golpe crítico, perdiendo realismo a cambio de facilitar el juego. El efecto de un golpe crítico es romper la monotonía de una batalla con resultados altos e inusuales.
En el RPG brasileño Tagmar, según el resultado de una tirada de dados, la víctima de un golpe crítico queda significativamente herida o incluso puede morir instantáneamente (sin tener en cuenta sus puntos de salud restantes).
El juego de rol Rolemaster es conocido por su sistema de golpes críticos extendido. Algo que la compañía que creó el juego, ICE, ha sostenido por mucho tiempo es que no son los golpes normales los que matan, sino que son los críticos. Al integrar los golpes críticos incluso en los resultados bajos, lo que hacen variando la gravedad de los golpes críticos (los que van desde A (menor) hasta J (extremo)) y por medio de la gran variedad de golpes críticos (por ejemplo, corte, aplastamiento, perforación, calor, frío, electricidad, impacto, golpes sin arma e incluso algunos extraños, como golpes críticos de esencia y disrupción interna), cada combate se desarrolla de manera diferente. Los resultados críticos varían desde golpes adicionales sencillos y parálisis y sangrado extra hasta extremidades cortadas y órganos internos destruidos. En este sistema, los personajes de los jugadores no son inmunes a los efectos de un golpe crítico.
Muchos juegos llaman a los golpes críticos por otros nombres. Por ejemplo, en Chrono Trigger, un golpe doble es un ataque normal en el que un personaje del jugador golpea a un enemigo dos veces en el mismo turno. En la serie EarthBound, se refieren a los golpes críticos como golpes smaaaash!! (conocidos en el juego como «SMAAAASH!!»). La versión para la NES de Estados Unidos de Dragon Warrior II se refiere a los golpes críticos de un enemigo como «ataques heroicos». En la subserie Mario & Luigi, los golpes críticos se conocen como «golpes afortunados», mientras que la palabra «crítico», en cambio, se utiliza para los ataques que son eficaces según el elemento (por ejemplo, el fuego contra las plantas). Los jugadores suelen abreviar el término «golpe crítico» como crit o como crítico.
Team Fortress 2 usa un sistema de críticos y «minicríticos». Los críticos causan el triple del daño normal (y no son más débiles a distancias largas, a diferencia de la mayoría del daño que se provoca), mientras que los «minicríticos» solo aumentan el daño en un 35%. Junto con el hecho de que la mayoría de las armas tiene una posibilidad aleatoria de causar un crítico, algunas armas tienen mecánicas que los garantiza cuando se utilizan correctamente, como los francotiradores, con los que es posible hacer headshots (ver más abajo).

### Fallo crítico
La contraparte negativa del golpe crítico se conoce con varios nombres: fallo crítico, torpeza crítica o fracaso crítico. El concepto se utiliza menos frecuentemente que los golpes críticos. Muchos juegos de mesa RPG utilizan alguna variación de este concepto (como «estropear» en el sistema narratio), pero pocos juegos de rol de computador implementan los fallos críticos, a menos que el juego esté basado directamente en un juego de mesa en el que aparecen tales reglas. Los videojuegos suelen más tener un sistema separado para determinar si los ataques fallan, utilizando mecánicas como precisión y evasión.

### Headshot
En los juegos de disparos, el concepto de un golpe crítico suele sustituirse a menudo por el headshot (o disparo a la cabeza), donde un jugador intenta dispararle al personaje de otro jugador o a un NPC en la cabeza o en algún otro punto débil, lo cual suele ser fatal o devastador cuando se realiza con éxito. Los headshots requieren una precisión considerable, ya que los jugadores a menudo tienen que compensar el movimiento del objetivo y el hecho de que están apuntando a un área muy específica del cuerpo del enemigo. Generalmente, esta mecánica se utiliza en juegos de disparos en primera persona como Counter-Strike: Global Offensive, Tactical Ops y Unreal Tournament. En algunos juegos, incluso cuando el objetivo está quieto, el jugador puede tener que compensar el movimiento generado por la mira telescópica.[cita requerida]
El concepto de disparos a la cabeza ya existía en los juegos arcade electromecánicos de pistola de luz desde finales de los '60. En el juego de Sega Duck Hunt, cuyas pruebas de ubicación comenzaron en 1968 y se lanzó en enero de 1969, el jugador podía disparar hacia cualquier lugar de la pantalla, incluyendo cualquier parte del cuerpo del objetivo. El jugador recibía una puntuación más alta si lograba disparar a la cabeza, ganando 15 puntos, mientras que un disparo normal al cuerpo le otorgaba 10 puntos.
El primer videojuego de disparos en primera persona comercial que usó los headshots fue GoldenEye 007 para la Nintendo 64; sin embargo, los headshots y otros tipos de daño basado en el lugar del disparo para criaturas humanoides habían aparecido antes en la modificación de Team Fortress original para el videojuego Quake que lanzaron el mismo año, a pesar de que los presentaron y los probaron en una «modificación» de TF Sniper creada por el mismo equipo anteriormente en ese año.